# Medalhistas olímpicos de bobsleigh

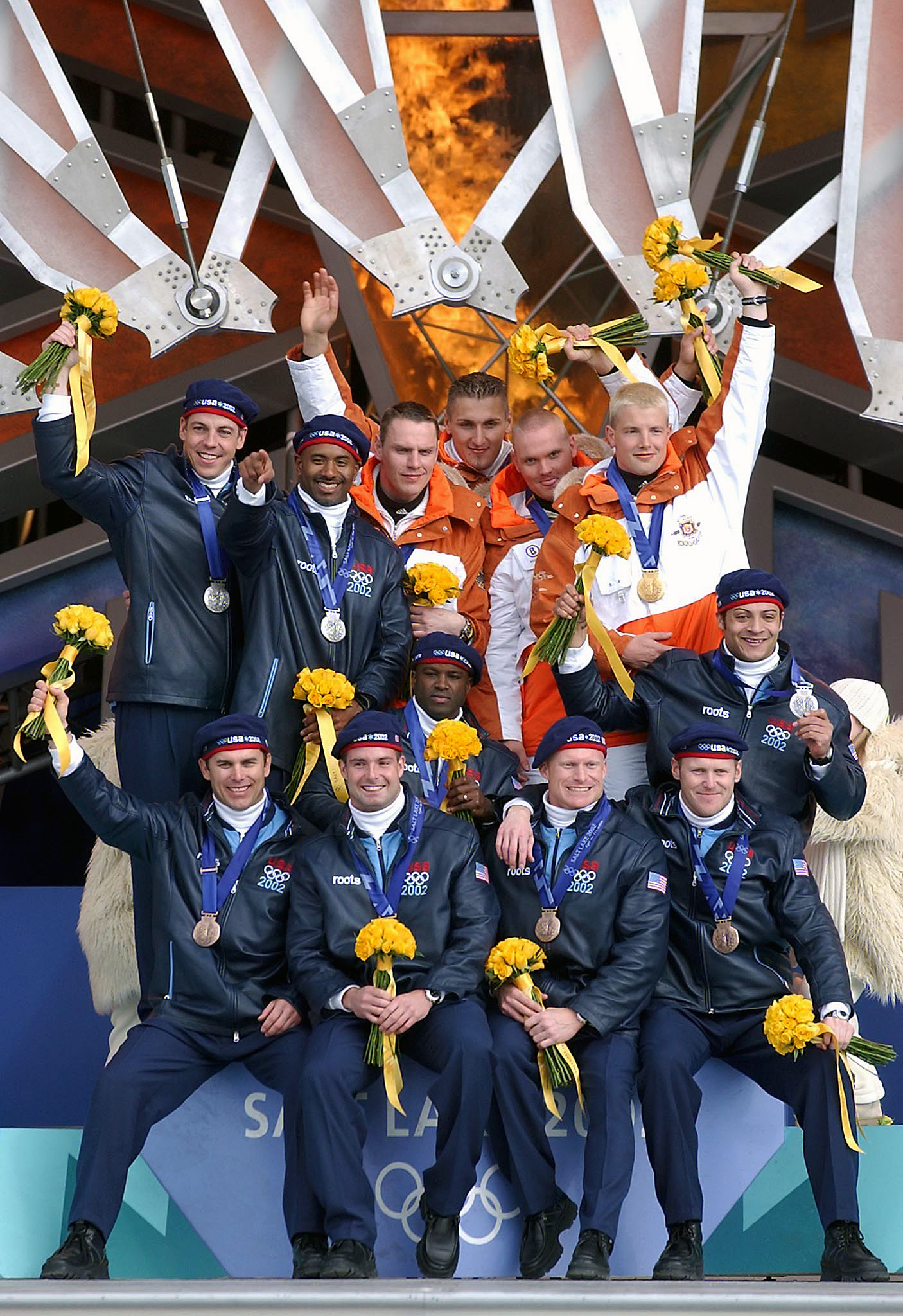
Pódio da competição por equipes em Salt Lake 2002.

Segue a lista dos medalhistas olímpicos de bobsleigh:

## Duplas masculinas
| Evento                                | Ouro                                                                                       | Prata                                                            | Bronze                                                  |
| ------------------------------------- | ------------------------------------------------------------------------------------------ | ---------------------------------------------------------------- | ------------------------------------------------------- |
| Lake Placid 1932 (detalhes)           | Hubert Stevens Curtis Stevens USA Estados Unidos                                           | Reto Capadrutt Oscar Geier SUI Suíça                             | John Heaton Robert Minton USA Estados Unidos            |
| Garmisch-Patenkirchen 1936 (detalhes) | Ivan Brown Alan Washbond USA Estados Unidos                                                | Fritz Feierabend Joseph Beerli SUI Suíça                         | Gilbert Colgate Richard Lawrence USA Estados Unidos     |
| St. Moritz 1948 (detalhes)            | Felix Endrich Friedrich Waller SUI Suíça                                                   | Fritz Feierabend Paul Eberhard SUI Suíça                         | Frederick Fortune Schuyler Carron USA Estados Unidos    |
| Oslo 1952 (detalhes)                  | Andreas Ostler Lorenz Nieberl GER Alemanha                                                 | Stanley Benham Patrick Martin USA Estados Unidos                 | Fritz Feierabend Stephan Waser SUI Suíça                |
| Cortina D'Ampezzo 1956 (detalhes)     | Lamberto Dalla Costa Giacomo Conti ITA Itália                                              | Eugenio Monti Renzo Alvera ITA Itália                            | Max Angst Harry Warburton SUI Suíça                     |
| Innsbruck 1964 (detalhes)             | Anthony Nash Robert Dixon GBR Grã-Bretanha                                                 | Sergio Zardini Romano Bonagura ITA Itália                        | Eugenio Monti Sergio Siorpaes ITA Itália                |
| Grenoble 1968 (detalhes)              | Eugenio Monti Luciano de Paolis ITA Itália                                                 | Horst Floth Pepi Bader FRG Alemanha Ocidental                    | Ion Panţuru Nicolae Neagoe ROU Romênia                  |
| Sapporo 1972 (detalhes)               | Wolfgang Zimmerer Peter Utzschneider FRG Alemanha Ocidental                                | Horst Floth Pepi Bader FRG Alemanha Ocidental                    | Jean Wicki Edy Hubacher SUI Suíça                       |
| Innsbruck 1976 (detalhes)             | Meinhard Nehmer Bernhard Germeshausen GDR Alemanha Oriental                                | Wolfgang Zimmerer Manfred Schumann FRG Alemanha Ocidental        | Erich Schärer Josef Benz SUI Suíça                      |
| Lake Placid 1980 (detalhes)           | Erich Schärer Josef Benz SUI Suíça                                                         | Bernhard Germeshausen Hans-Jürgen Gerhardt GDR Alemanha Oriental | Meinhard Nehmer Bogdan Musiol GDR Alemanha Oriental     |
| Sarajevo 1984 (detalhes)              | Wolfgang Hoppe Dietmar Schauerhammer GDR Alemanha Oriental                                 | Bernhard Lehmann Bogdan Musiol GDR Alemanha Oriental             | Zintis Ekmanis Vladimir Aleksandrov URS União Soviética |
| Calgary 1988 (detalhes)               | Jānis Ķipurs Vladimir Koslov URS União Soviética                                           | Wolfgang Hoppe Bogdan Musiol GDR Alemanha Oriental               | Bernhard Lehmann Mario Hoyer GDR Alemanha Oriental      |
| Albertville 1992 (detalhes)           | Gustav Weder Donat Acklin SUI Suíça                                                        | Rudi Lochner Markus Zimmermann GER Alemanha                      | Christoph Langen Hans Eger GER Alemanha                 |
| Lillehammer 1994 (detalhes)           | Gustav Weder Donat Acklin SUI Suíça                                                        | Reto Götschi Guido Acklin SUI Suíça                              | Günther Huber Stefano Ticci ITA Itália                  |
| Nagano 1998 (detalhes)                | Günther Huber Antonio Tartaglia ITA Itália Pierre Lueders David MacEachern CAN Canadá      | nenhum                                                           | Christoph Langen Markus Zimmermann GER Alemanha         |
| Salt Lake City 2002 (detalhes)        | Christoph Langen Markus Zimmermann GER Alemanha                                            | Christian Reich Steve Anderhub SUI Suíça                         | Martin Annen Beat Hefti SUI Suíça                       |
| Turim 2006 (detalhes)                 | André Lange Kevin Kuske GER Alemanha                                                       | Pierre Lueders Lascelles Brown CAN Canadá                        | Martin Annen Beat Hefti SUI Suíça                       |
| Vancouver 2010 (detalhes)             | André Lange Kevin Kuske GER Alemanha                                                       | Thomas Florschütz Richard Adjei GER Alemanha                     | Alexandr Zubkov Alexey Voyevoda RUS Rússia              |
| Sóchi 2014 (detalhes)                 | Alex Baumann Beat Hefti SUI Suíça                                                          | Steven Holcomb Steven Langton USA Estados Unidos                 | Oskars Melbārdis Daumants Dreiškens LAT Letônia         |
| PyeongChang 2018 (detalhes)           | Justin Kripps Alexander Kopacz CAN Canadá Francesco Friedrich Thorsten Margis GER Alemanha | nenhum                                                           | Oskars Melbārdis Jānis Strenga LAT Letônia              |
| Pequim 2022 (detalhes)                | Francesco Friedrich Thorsten Margis GER Alemanha                                           | Johannes Lochner Florian Bauer GER Alemanha                      | Christoph Hafer Matthias Sommer GER Alemanha            |

## Equipes masculinas

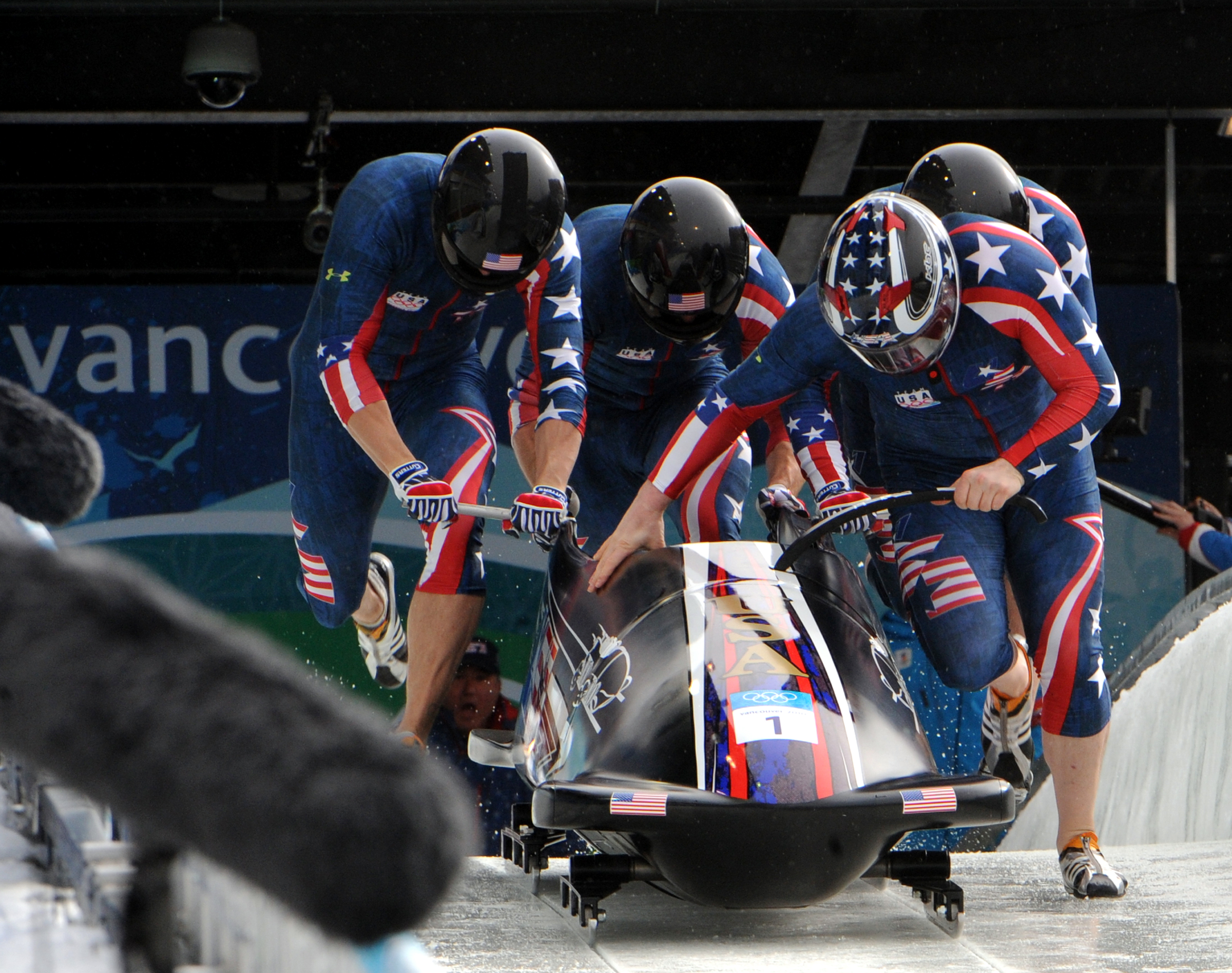
Equipe dos Estados Unidos medalha de ouro em Vancouver 2010.

A prova por equipes já foi disputada em dois diferentes formatos:
- Quatro atletas —— 1924, 1932–
- Cinco atletas —— 1928

| Evento                                | Ouro                                                                                           | Prata | Bronze |
| ------------------------------------- | ---------------------------------------------------------------------------------------------- | --- | --- |
| Chamonix 1924 (detalhes)              | Eduard Scherrer Alfred Neveu Alfred Schläppi Heinrich Schläppi SUI Suíça                       | Ralph Broome Thomas Arnold Alexander Richardson Rodney Soher GBR Grã-Bretanha                                                               | Charles Mulder René Mortiaux Paul van den Broeck Victor Verschueren Henri Willems BEL Bélgica                                             |
| St. Moritz 1928 (detalhes)            | Billy Fiske Nion Tocker Geoffrey Mason Clifford Gray Richard Parke USA Estados Unidos          | Jennison Heaton David Granger Lyman Hine Thomas Doe Jay O'Brien USA Estados Unidos                                                          | Hanns Kilian Valentin Krempl Hans Hess Sebastian Huber Hanns Nägle GER Alemanha                                                           |
| Lake Placid 1932 (detalhes)           | Billy Fiske Eddie Eagan Clifford Gray Jay O'Brien USA Estados Unidos                           | Henry Homburger Percy Bryant Francis Stevens Edmund Horton USA Estados Unidos                                                               | Hanns Kilian Max Ludwig Hans Mehlhorn Sebastian Huber GER Alemanha                                                                        |
| Garmisch-Patenkirchen 1936 (detalhes) | Pierre Musy Arnold Gartmann Charles Bouvier Joseph Beerli SUI Suíça                            | Reto Capadrutt Hans Aichele Fritz Feierabend Hans Bütikofer SUI Suíça                                                                       | Frederick McEvoy James Cardno Guy Dugdale Charles Green GBR Grã-Bretanha                                                                  |
| St. Moritz 1948 (detalhes)            | Francis Tyler Patrick Martin Edward Rimkus William D'Amico USA Estados Unidos                  | Max Houben Freddy Mansveld Louis-Georges Niels Jacques Mouvet BEL Bélgica                                                                   | James Bickford Thomas Hicks Donald Dupree William Dupree USA Estados Unidos                                                               |
| Oslo 1952 (detalhes)                  | Andreas Ostler Friedrich Kuhn Lorenz Nieberl Franz Kemser GER Alemanha                         | Stanley Benham Patrick Martin Howard Crossett James Atkinson USA Estados Unidos                                                             | Fritz Feierabend Albert Madörin André Filippini Stephan Waser SUI Suíça                                                                   |
| Cortina D'Ampezzo 1956 (detalhes)     | Franz Kapus Gottfried Diener Robert Alt Heinrich Angst SUI Suíça                               | Eugenio Monti Ulrico Girardi Renzo Alvera Renato Mocellini ITA Itália                                                                       | Arthur Tyler William Dodge Charles Butler James Lamy USA Estados Unidos                                                                   |
| Innsbruck 1964 (detalhes)             | Victor Emery Douglas Anakin John Emery Peter Kirby CAN Canadá                                  | Erwin Thaler Josef Nairz Reinhold Durnthaler Adolf Koxeder AUT Áustria                                                                      | Eugenio Monti Benito Rigoni Gildo Siorpaes Sergio Siorpaes ITA Itália                                                                     |
| Grenoble 1968 (detalhes)              | Eugenio Monti Luciano de Paolis Roberto Zandonella Mario Armano ITA Itália                     | Erwin Thaler Reinhold Durnthaler Herbert Gruber Josef Eder AUT Áustria                                                                      | Jean Wicki Hans Candrian Willi Hofmann Walter Graf SUI Suíça                                                                              |
| Sapporo 1972 (detalhes)               | Jean Wicki Hans Leutenegger Werner Carmichel Edy Hubacher SUI Suíça                            | Nevio De Zordo Adriano Frassinelli Corrado Dal Fabbro Gianni Bonichon ITA Itália                                                            | Wolfgang Zimmerer Stefan Gaisreiter Walter Steinbauer Peter Utzschneider FRG Alemanha Ocidental                                           |
| Innsbruck 1976 (detalhes)             | Meinhard Nehmer Jochen Babock Bernhard Germeshausen Bernhard Lehmann GDR Alemanha Oriental     | Erich Schärer Ulrich Bächli Rudolf Marti Josef Benz SUI Suíça                                                                               | Wolfgang Zimmerer Peter Utzschneider Bodo Bittner Manfred Schumann FRG Alemanha Ocidental                                                 |
| Lake Placid 1980 (detalhes)           | Meinhard Nehmer Bogdan Musiol Bernhard Germeshausen Hans-Jürgen Gerhardt GDR Alemanha Oriental | Erich Schärer Ulrich Bächli Rudolf Marti Josef Benz SUI Suíça                                                                               | Horst Schönau Roland Wetzig Detlef Richter Andreas Kirchner GDR Alemanha Oriental                                                         |
| Sarajevo 1984 (detalhes)              | Wolfgang Hoppe Roland Wetzig Dietmar Schauerhammer Andreas Kirchner GDR Alemanha Oriental      | Bernhard Lehmann Bogdan Musiol Ingo Voge Eberhard Weise GDR Alemanha Oriental                                                               | Silvio Giobellina Heinz Stettler Urs Salzmann Rico Freiermuth SUI Suíça                                                                   |
| Calgary 1988 (detalhes)               | Ekkehard Fasser Kurt Meier Marcel Fässler Werner Stocker SUI Suíça                             | Wolfgang Hoppe Dietmar Schauerhammer Bogdan Musiol Ingo Voge GDR Alemanha Oriental                                                          | Jānis Ķipurs Gountis Ossis Juris Tone Vladimir Koslov URS União Soviética                                                                 |
| Albertville 1992 (detalhes)           | Ingo Appelt Harald Winkler Gerhard Haidacher Thomas Schroll AUT Áustria                        | Wolfgang Hoppe Bogdan Musiol Axel Kühn René Hannemann GER Alemanha                                                                          | Gustav Weder Donat Acklin Lorenz Schindelholz Curdin Morell SUI Suíça                                                                     |
| Lillehammer 1994 (detalhes)           | Harald Czudaj Karsten Brannasch Olaf Hampel Alexander Szelig GER Alemanha                      | Gustav Weder Donat Acklin Kurt Meier Domenico Semeraro SUI Suíça                                                                            | Wolfgang Hoppe Ulf Hielscher René Hannemann Carsten Embach GER Alemanha                                                                   |
| Nagano 1998 (detalhes)                | Christoph Langen Markus Zimmermann Marco Jakobs Olaf Hampel GER Alemanha                       | Marcel Rohner Markus Nüssli Markus Wasser Beat Seitz SUI Suíça                                                                              | Bruno Mingeon Emanuel Hostache Eric Le Chanony Max Robert FRA França Sean Olsson Dean Ward Courtney Rumbolt Paul Attwood GBR Grã-Bretanha |
| Salt Lake City 2002 (detalhes)        | André Lange Enrico Kuehn Kevin Kuske Carsten Embach GER Alemanha                               | Todd Hays Randy Jones Bill Schuffenhauer Garrett Hines USA Estados Unidos                                                                   | Brian Shimer Mike Kohn Doug Sharp Dan Steele USA Estados Unidos                                                                           |
| Turim 2006 (detalhes)                 | André Lange Rene Hoppe Kevin Kuske Martin Putze GER Alemanha                                   | Alexandr Zubkov Filipp Yegorov Alexei Seliverstov Alexey Voyevoda RUS Rússia                                                                | Martin Annen Thomas Lamparter Beat Hefti Cedric Grand SUI Suíça                                                                           |
| Vancouver 2010 (detalhes)             | Steven Holcomb Steve Mesler Curtis Tomasevicz Justin Olsen USA Estados Unidos                  | André Lange Kevin Kuske Alexander Rödiger Martin Putze GER Alemanha                                                                         | Lyndon Rush David Bissett Lascelles Brown Chris le Bihan CAN Canadá                                                                       |
| Sóchi 2014 (detalhes)                 | Oskars Melbārdis Arvis Vilkaste Daumants Dreiškens Jānis Strenga LAT Letônia                   | Steven Holcomb Steven Langton Curtis Tomasevicz Christopher Fogt USA Estados Unidos                                                         | John James Jackson Stuart Benson Bruce Tasker Joel Fearon GBR Grã-Bretanha                                                                |
| PyeongChang 2018 (detalhes)           | Francesco Friedrich Candy Bauer Martin Grothkopp Thorsten Margis GER Alemanha                  | Nico Walther Kevin Kuske Alexander Rödiger Eric Franke GER Alemanha Won Yun-jong Jun Jung-lin Seo Young-woo Kim Dong-hyun KOR Coreia do Sul | nenhum |
| Pequim 2022 (detalhes)                | Francesco Friedrich Thorsten Margis Candy Bauer Alexander Schüller GER Alemanha                | Johannes Lochner Florian Bauer Christopher Weber Christian Rasp GER Alemanha                                                                | Justin Kripps Ryan Sommer Cam Stones Ben Coakwell CAN Canadá                                                                              |

## Duplas femininas

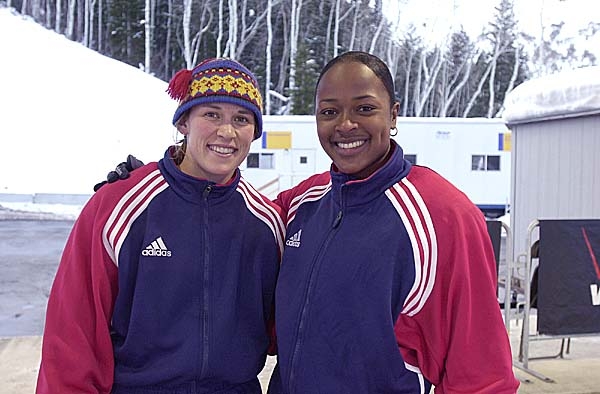
Jill Bakken e Vonetta Flowers foram as primeiras mulheres campeãs olímpicas no bobsleigh.

| Evento                         | Ouro                                              | Prata                                             | Bronze                                                |
| ------------------------------ | ------------------------------------------------- | ------------------------------------------------- | ----------------------------------------------------- |
| Salt Lake City 2002 (detalhes) | Jill Bakken Vonetta Flowers USA Estados Unidos    | Sandra Prokoff Ulrike Holzner GER Alemanha        | Susi Erdmann Nicole Herschmann GER Alemanha           |
| Turim 2006 (detalhes)          | Sandra Kiriasis Anja Schneiderheinze GER Alemanha | Shauna Rohbock Valerie Fleming USA Estados Unidos | Gerda Weissensteiner Jennifer Isacco ITA Itália       |
| Vancouver 2010 (detalhes)      | Kaillie Humphries Heather Moyse CAN Canadá        | Helen Upperton Shelley-Ann Brown CAN Canadá       | Erin Pac Elana Meyers USA Estados Unidos              |
| Sóchi 2014 (detalhes)          | Kaillie Humphries Heather Moyse CAN Canadá        | Elana Meyers Lauryn Williams USA Estados Unidos   | Jamie Greubel Aja Evans USA Estados Unidos            |
| PyeongChang 2018 (detalhes)    | Mariama Jamanka Lisa Buckwitz GER Alemanha        | Elana Meyers Lauren Gibbs USA Estados Unidos      | Kaillie Humphries Phylicia George CAN Canadá          |
| Pequim 2022 (detalhes)         | Laura Nolte Deborah Levi GER Alemanha             | Mariama Jamanka Alexandra Burghardt GER Alemanha  | Elana Meyers Taylor Sylvia Hoffman USA Estados Unidos |

## Monobob feminino
| Evento                 | Ouro                                 | Prata                                  | Bronze                        |
| ---------------------- | ------------------------------------ | -------------------------------------- | ----------------------------- |
| Pequim 2022 (detalhes) | Kaillie Humphries USA Estados Unidos | Elana Meyers Taylor USA Estados Unidos | Christine de Bruin CAN Canadá |